# Francisco Escorsell
Francisco Escorsell (Manresa, 20 de diciembre de 1829 - Manresa, 28 de enero de 1900) fue un organista, compositor y maestro de capilla español.

## Vida
Realizó estudios musicales en Lérida con Magí Pontí, con toda probabilidad por el hecho de que Pontí era de Manresa y, en aquellos momentos, el músico más prestigioso originario de aquella ciudad. Paralelamente, cursó estudios eclesiásticos y fue ordenado capellán.
Tras el fallecimiento de Cayetano Mensa en 1845 quedó vacante el magisterio de la Colegiata de Manresa, quedando como interinos para el cargo el organista Mariano Matarrodona y Lluís Prunés durante diez años. El 17 de marzo de 1855 Francisco Escorsell presentó un memorial al cabildo de Maresa solicitando el cargo vacante. El cabildo aceptó la propuesta:

Se concede al recurrente la plaza que solicita, quedando obligado a levantar las cargas anejas a este oficio, según la costumbre de esta iglesia.
Actas capitulares de la Colegiata de Manresa, 1855

En 1862 recibió uno de los dos cargos de sochantre del obispo Juan José Castañer y Rivas, que modificó el reglamento de la comunidad para que uno de los sochantres fuera siempre el maestro de capilla:

Confiando en las buenas cualidades que adornan a V., en virtud del presente le nombramos Maestro de Capilla de esa Iglesia parroquial de Manresa. Cumplirá las cargas anejas y percibirá los emolumentos que le correspondan por razón de dicho cargo. Dios guarde a V. muchos años. Vic,
27 de Setiembre de 1862. Juan José, Obispo de Vic. Rdo. D. Francisco Escorsell, Maestro de Capilla de la iglesia parroquial de Manresa.

En 1865 fallecía el organista Mariano Matarrodona, por lo que el maestro pasó a realizar las funciones del organista, quedando relevado del cargo de sochantre:

En virtud del presente, y en atención de las cualidades que le adornan, nombramos a V. para el oficio de organista, vacante en esa Iglesia por muerte del Rdo. D. Mariano Matarrodona. Este cargo, juntamente con el de Maestro de Capilla, lo desempeñará por el tiempo de nuestra voluntad, levantando las cargas a ellos anejas y percibirá los emolumentos correspondientes. Dios guarde a V. Muchos años.
Vic, 15 de Julio de 1865. José Sors V. Capitular -- Rdo. D. Francisco Escorsell, Pbro. Beneficiado de Manresa

Escorsell mantuvo ambos cargos hasta principios de 1890, cuando se jubiló y fue sustituido por Mariano Torras. Entres sus alumnos en la Colegiata destacó Carlos Ignacio Barris Perramón.

## Obra
La mayor parte de su producción se conserva en el archivo de la Colegiata de Manresa, que contiene doscientas composiciones suyas. Según Joaquín Sarret, a principios del siglo XX eran 347 las composiciones que estaban allí depositadas. En 1885 se inició un plan de publicaciones anuales en la Tipografía Católica de Barcelona que preveía la edición de cuatro obras cada año hasta 1894, pero no hay constancia de que su realización estuviera más allá de 1889. También se conservan obras suyas en copia manuscrita en el archivo del Orfeó Manresà y en el Archivo-Museo de Santa María de Mataró, en Barcelona.

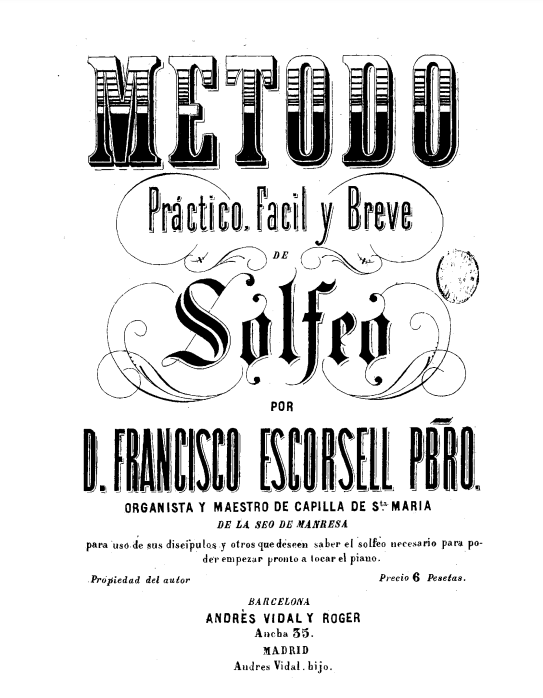
Método práctico, fácil y breve de solfeo

Su obra tiene un estilo y unas arras populares, con texturas a pocas voces, las dos superiores muy a menudo por terceras paralelas, y un acompañamiento instrumental en general reducido, que sólo se amplía en algunas de sus composiciones litúrgicas sobre un texto en latín.
Se conservan más de 200 composiciones suyas. La mayoría se encuentran en el Archivo de Manuscritos Musicales de la Seo de Manresa y son casi exclusivamente de música vocal religiosa.
Incluye misas, antífonas, gozos, himnos, motetes, letanías, trisagios, letrillas, rosarios, villancicos y otra obra en catalán, en castellano y —una poca— en latín. Además, escribió unos versos para órgano, su única producción instrumental.
Habitualmente, Escorsell escribía en un estilo popular, con texturas sencillas, más a menudo a tres voces que a cuatro, con uso frecuente de terceras paralelas entre las voces superiores y poquísimo trabajo contrapuntístico y acompañamientos instrumentales que muy a menudo se reducen al órgano o el armonio y sólo muy raramente —en algunas obras litúrgicas sobre texto en latín— incorpora otros instrumentos.
Editó un Método práctico, fácil y breve de solfeo, del cual se hicieron, al menos, cinco ediciones.